# Йессен, Леон
Ле́он Йе́ссен (дат. Leon Jessen; род. 11 июня 1986, Бранне, Икаст-Бранне, Дания) — датский футболист, полузащитник. Выступал за сборную Дании.

## Карьера
Йессен начал свою карьеру, играя за молодёжный состав команды своего родного города «Бранне», в 2003 году перешёл в другой клуб — «Икаст». 23 мая 2004 года Йессен начинает свою профессиональную карьеру в игре против команды «Эсбьерг», в которой забил также свой первый гол, который и привёл команду к победе в домашнем матче со счётом 2:1.
С 2005 года занимает постоянное место на левом фланге полузащиты. В сезоне 2006/07 творит, в составе своей команды, маленькую сенсацию, когда команда, в которой практически не было опытных игроков, в течение всего сезона продержалась на верху турнирной таблицы, хотя в начале сезона рассматривалась как кандидат на «вылет» в низшие дивизионы. Йессен, а также некоторые его коллеги по команде привлекли к себе внимание более именитых клубов.
Игра Йессена в сезоне 2007/08 была достаточно сильной, мастерство прогрессировало, и в июле 2009 года Йессен покинул датскую суперлигу, где играл в «Мидтьюлланн» пять лет подряд, и подписал контракт на четыре года с немецким клубом «Кайзерслаутерн», на тот момент игравшим во второй Бундеслиге.
С 2013 по 2015 год играл на правах аренды за «Ингольштадт 04». Завершил карьеру в 2016 году в датском клубе «Эсбьерг».
За сборную Дании играл с 2009 по 2010 годы и сыграл в 6 матчах.